# Alairac
Alairac – miejscowość i gmina we Francji, w regionie Oksytania, w departamencie Aude. W 2013 roku jej populacja wynosiła 1355 mieszkańców. 

## Zabytki
Zabytki w Alairac posiadające status Monument historique:
- croix de Saint-Germain
- croix de Catuffe
- kościół Saint-Germain